# Тукапель
Тукапель (исп. Tucapel) — коммуна в Чили. Административный центр коммуны — посёлок Уэпиль. Население — 6576 человек (2002). Посёлок и коммуна входит в состав провинции Био-Био и области Био-Био.
Территория коммуны — 914,9 км². Численность населения — 13 290 жителей (2007). Плотность населения — 14,53 чел./км².

## Расположение
Посёлок Уэпиль расположен в 111 км юго-восточнее административного центра области — города Консепсьон и в 41 км северо-восточнее административного центра провинции — города Лос-Анхелес.
Коммуна граничит:
- на севере — с коммуной Юнгай
- на востоке — с коммуной Антуко
- на юге — с коммуной Антуко
- на западе — с коммуной Кильеко
- на северо-западе — с коммуной Лос-Анхелес

Тукапель известен тем, что в нём арауканы казнили первого чилийского губернатора, испанского конкистадора Педро де Вальдивия.

## Демография
Согласно сведениям, собранным в ходе переписи Национальным институтом статистики, население коммуны составляет 13 290 человек, из которых 6644 мужчины и 6646 женщин.
Население коммуны составляет 0,67 % от общей численности населения области Био-Био. 29,51 % относится к сельскому населению и 70,49 % — городское население.

### Важнейшие населённые пункты коммуны
- Уэпиль (посёлок) — 6576 жителей
- Тукапель (посёлок) — 2251 житель

## Город в литературе
Тукапель и его жители — индейцы арауканы, а также их борьба с испанским войском, отправившимся в поход из города Пенко, описаны в поэме «Араукана» авторства Алонсо де Эрсилья-и-Суньиги, классика и основателя чилийской национальной литературы.